# Vlinders (Nick & Simon)
Vlinders is een single van het Nederlandse zangduo Nick & Simon uit 2010. Het stond in hetzelfde jaar als twaalfde track op het album Fier, waar het de tweede single van was, na Een nieuwe dag.

## Achtergrond
Vlinders is geschreven door Jaap Kwakman en Simon Keizer en geproduceerd door Gordon Groothedde. Het is een nederpopnummer waarin er wordt gezongen over verliefdheid, vlinders in de buik. Het nummer werd uitgebracht met het kerstlied Santa's Party als B-kant, welke afkomstige is van de kersteditie van het album Luister.

## Hitnoteringen en prijzen
Het nummer behaalde enkel in Nederland successen. In de Single Top 100 piekte het op de vijfde plaats, in de negen weken dat het in de lijst stond. Het was een weekje langer in de Top 40 te vinden, maar dat kwam het niet zo hoog als in de Single Top 100; de 22e plek. Het lied won in 2011 een Buma NL Award voor beste single.